# 蔡文政
蔡文政（葡萄牙語：o，1980年9月29日—），籍貫廣東汕頭，生於澳門，中華人民共和國澳門特別行政區政治人物。現任澳門特別行政區青年事務委員會委員、澳門青年聯合會副會長、澳台青年交流促進會創會會長、澳門言起動力協會副總幹事、第十三屆全國青聯委員、成都市政協常委、貴州省工商業聯合會副主席、中國宋慶齡基金會理事，曾參選2021年澳門第七屆立法會選舉。

## 背景
蔡文政1980年出生於澳門，就讀於浸信中學，中學畢業後，選擇赴台求學，入讀國立台灣大學生物產業機電工程學系，大學時期活躍於學生會社團工作，旨在幫助更多的學弟學妹。
畢業後在澳門、珠海等地創立公司，現為承立德國際有限公司董事長，星易集團有限公司董事長，珠海市創藝承品商貿有限公司董事長，中扶實業(深圳)有限公司顧問等。

## 社會工作
從2013年起，參與學生赴台升學的輔導工作，2015年11月，擔任澳門台灣大學校友會會長，2016年7月創立中華在台澳門學生聯合會，2018年11月創立澳台青年交流促進會並擔任會長，2019年11月創立澳門貴陽商會並擔任理事長，2020年6月當選澳門青年聯合會理事長，2021年3月擔任澳門言起動力協會副總幹事。
擔任澳門台灣社團負責人期間，每一年舉辦多項兩岸領袖學生交流團，組織舉辦「澳台青年實習體驗計劃」，提供台灣學生在大陸的實習機會，引領更多台灣青年到大陸實習、創業、就業等，讓台灣青年瞭解更多中華文化的精髓，親身體驗大陸生活及職場文化，為將來事業建立良好的發展基礎；勉勵更多的台灣青年需要學會不同的觀念和思考方式，用更廣闊的視野來迎接一個大時代的發展，發揮粵港澳大灣區輻射引領作用，以澳台的良好關係，發揮雙向橋樑的作用，第一時間把粵港澳大灣區發展規劃的綱要推廣到台灣社會，推動海峽兩岸暨港澳地區更多交流合作，擴大粵澳台三地人員往來和經濟文化交流合作，推動兩岸關係的和平發展、作出一定貢獻。
蔡文政關注及經營社會事務及青年事務多年，提倡用理性客觀態度探討社會議題，共同為社會進步而努力；一直推動青年的發展，從基層起步，踏實地承擔起與廣大澳門青年聯繫的工作上，扎實做好與青年的密切聯繫，青年健康成長的引路人。

## 踏足政治
- 2018年3月，當選中國人民政治協商會議第十五屆成都市政協澳區委員
- 2020年6月，擔任澳門特別行政區政府青年事務委員會委員
- 2020年8月，當選第十三屆中華全國青年聯合會澳區委員
- 2021年12月，當選中國宋慶齡基金會第八屆理事
- 2022年8月，當選貴州省工商業聯合會副主席
- 2023年2月，當選中國人民政治協商會議第十六屆成都市政協常委、港澳委員召集人

## 參選立法會
2021年，蔡文政首次參選澳門立法會選舉，以第一候選人身份代表言起新力量參選第七屆澳門立法會選舉，最終落選。 